# Большепаратское сельское поселение
Большепаратское сельское поселение — муниципальное образование (сельское поселение) в составе Волжского района Марий Эл Российской Федерации. Административный центр поселения — село Новые Параты.

## История
Статус и границы сельского поселения установлены Законом Республики Марий Эл от 18 июня 2004 года № 15-З «О статусе, границах и составе муниципальных районов, городских округов в Республике Марий Эл».

## Численность населения поселения
| 2010  | 2011  | 2012  | 2013  | 2014  | 2015  | 2016  |
| ----- | ----- | ----- | ----- | ----- | ----- | ----- |
| 3154  | ↘3144 | ↘3106 | ↘3048 | ↘2979 | ↘2977 | ↗2992 |
| 2017  | 2018  | 2019  | 2020  | 2021  | 2023  |       |
| ↗3002 | ↘2993 | ↘2976 | ↘2966 | ↗3018 | ↘3006 |       |

## Состав поселения
В состав сельского поселения входят одно село, один хутор и 11 деревень:
| №  | Населённый пункт | Тип населённого пункта       | Население |
| -- | ---------------- | ---------------------------- | --------- |
| 1  | Ашланка          | деревня                      | ↗135      |
| 2  | Бизюргуп         | деревня                      | ↘393      |
| 3  | Васюткино        | деревня                      | ↗95       |
| 4  | Вахоткино        | деревня                      | ↗193      |
| 5  | Воскресенский    | хутор                        | ↗43       |
| 6  | Иманайкино       | деревня                      | ↘24       |
| 7  | Китунькино       | деревня                      | ↘44       |
| 8  | Микушкино        | деревня                      | ↗190      |
| 9  | Новые Параты     | село, административный центр | ↘1419     |
| 10 | Отымбал          | деревня                      | ↗211      |
| 11 | Очаково          | деревня                      | ↘95       |
| 12 | Старые Параты    | деревня                      | ↗312      |
| 13 | Урняк            | деревня                      | ↘0        |